# Sian Clifford
Sian Clifford, född 7 april 1982, är en brittisk skådespelare.
Clifford har bland annat medverkat i TV-serierna Unstable och Quiz. Hon har även medverkat i filmen Young Woman and the Sea.

## Filmografi i urval
- 2016–2019 – Fleabag (TV-serie)
- 2020 – Quiz (TV-serie)
- 2023 – Trollkarlens elefant (röst)
- 2023 – Unstable (TV-serie)
- 2024 – Young Woman and the Sea